# Неволянско клане
Клането в Неволяни е извършено от гръцки андарти на 28 октомври 1905 година.

## История
Горно Неволяни е разделено конфесионално между патриаршисти и екзархисти, като мнозинство са гъркоманите. Вечерта на 28 септември 1905 година в Неволяни се провежда сватбата на българина Георги Янев. Гръцки андартски чети започват обстрел на къщата, в която са събрани сватбарите, а от тях само Васил Типульов е въоръжен. Той отвръща на стрелбата, но е ранен, а андартите запалват къщата и прилежащите ѝ плевни. Бягащите сватбари са причаквани и убивани, сред тях са убитите братя Лазо, Наум и Георги Яневи, Коце Търпин, Наум Тасев Наумчев, Коце Славев, Ване Тилев и синът му Ставре, Васил Типульов, Дельо Тилев и дъщеря му на 18 години.
Същата вечер куриер известява за случилото се работещия като драгоманин в българското консулство Наум Христов в Битоля. Наум Христов успява да събере в Неволяни френския, италианския, английския консул, както и българския Живко Добрев. В селото пристига и италианският жандармерийски офицер Кастолди. Чуждите наблюдатели намират маузерови гилзи, което ги кара да смятат, че в нападението са участвали и турски аскери. Консулите провеждат анкета сред местните, след което се връщат в Битоля, но нищо не последва.